# Jean Chaudrier
Jean Chaudrier (1323 - 1392), ou Jehan Chauderer, seigneur de Nieul-lès-Saintes, dont il a fait construire le château, et maire de La Rochelle.
Il fut maire de la Rochelle à quatre reprises en 1359, 1362, 1366 et 1370.
Il est célèbre pour avoir, en 1372, libéré la ville de l'occupation anglaise pendant la Guerre de Cent Ans en usant d'une ruse pacifique.
Les troupes anglaises étaient retranchées au sein du Château Vauclerc. Ayant invité le capitaine de la garde anglaise, Philippe Mancel, à dîner, Jean Chaudrier profita du fait qu'il ne savait pas lire pour lui présenter un document au sceau du roi d'Angleterre Édouard III, mais dont il avait inventé la teneur, et par lequel il lui était soi-disant intimé de procéder à une revue des troupes anglaises, suivie de celle des troupes rochelaises. À l'issue de ces revues, Jean Chaudrier devait (d'après ce faux document) avancer de l'argent pour payer la solde des soldats anglais, qui avait trois mois de retard. Après le dîner, 400 hommes en armes sont cachés dans les maisons environnant la place où devait se faire la revue des troupes. Au matin, Chaudrier avec plusieurs membres du corps de ville se présente non armé et à cheval aux Anglais. L'ingénieux stratagème abusa le capitaine qui fit sortir ses troupes sur la place devant le château Vauclerc, laissant la porte ouverte, et commencent à se mettre en place pour la revue. Lorsque Jean Chaudrier donne le signal, les Rochelais armés encerclent les soldats anglais qui n'ont plus qu'à se rendre.
Cependant, il refusa aussi d'ouvrir les portes de la ville aux Français qui encerclaient La Rochelle, et exigea de nouveaux privilèges pour la ville au roi de France Charles V. Celui-ci est forcé d'accepter. En récompense pour ses exploits face aux Anglais, le roi de France lui conféra, ainsi qu'aux vingt-quatre échevins de la commune et à leurs successeurs, un droit de noblesse héréditaire à perpétuité le 8 janvier 1373.